# Église Saint-Thibaut de Flagy
L'église Saint-Thibault de Flagy est une église du Clunisois située sur le territoire de la commune de Flagy, dans le département français de Saône-et-Loire et la région Bourgogne-Franche-Comté.

## Protection
L'église n'a jamais fait l'objet d'un classement ou d'une inscription au titre des Monuments historiques.
Pourtant, dès 1912, l'Académie de Mâcon avait attiré l'attention de la Commission des monuments historiques sur la nécessité de protéger cet édifice. En effet, cette commission avait sollicité la société savante de Mâcon pour que lui soit signalées « les églises qui mériteraient un classement immédiat » dans l'arrondissement de Mâcon, en réponse de quoi l'Académie avait remis au ministère de l'Instruction publique une liste comportant « 12 monuments parmi les plus anciens et les plus intéressants » (8 à classer en totalité et 4 en partie), parmi lesquels figurait : « Le clocher de Flagy (canton de Cluny), XIIIe siècle (en péril) ».

## Historique
Le clocher roman de type lombard date du XIIe siècle. 
La nef et l'abside ont été démolies pour être agrandies en 1822 (à l'intérieur de l'édifice, au-dessus de la porte occidentale, une plaque rappelle que, par la munificence du roi Louis XVIII, l'église a été réédifiée en 1822). 
La façade de l’église en pignon date de 1824.

## Description
Un fronton triangulaire, marqué par un cordon de pierres aussi en forte saillie, est percé d’un œil-de-bœuf, alors que la partie inférieure de la façade est ouverte par une porte en plein cintre entourée d’un chainage décoratif.
Le cimetière s'étend autour de l'abside, entouré par un mur de pierre.

## Culte
Édifice consacré du diocèse d'Autun relevant de la paroisse Saint-Augustin-en-Nord-Clunisois (siège à Ameugny) – qui en est affectataire au titre de la loi de 1905 –, l'église de Flagy est, deux siècles après sa reconstruction partielle, un lieu de culte catholique.